# Pamela Harriman
Pamela Churchill Harriman (Farnborough, 20 de Março de 1920 – Paris, 5 de Fevereiro de 1997) foi uma socialite inglesa que foi casada e ligada com homens importantes e poderosos. Nos seus últimos anos, ela tornou-se uma ativista política do Partido Democrata dos Estados Unidos da América e uma diplomata. Seu único filho, Winston Churchill, foi nomeado a partir de seu famoso avô

## Nascimento
Pamela Beryl Digby nasceu em Farnborough, Hampshire, Inglaterra, como filha de Edward Digby, 11.° Barão Digby e de sua esposa, Constance Pamela Alice, filha de Henry Bruce, 2.° Barão Aberdare, um par do reino da Câmara dos Lordes. Pamela foi educada por uma governanta, juntamente com suas três irmãs mais jovens, na propriedade ancestral de sua família, Minterne Magna, localizada em Dorset. Sua tia-bisavó havia sido a cortesã Lady Jane Digby, famosa por suas viagens exóticas e por escândalos da vida privada.
Aos dezessete anos, Pamela foi mandada à uma escola para moças de aperfeiçoamento e preparo à vida social em Munique, onde permaneceu por seis meses. Enquanto estava lá, ela foi introduzida a Adolf Hitler, por Unity Mitford. Ela conseqüentemente foi para Paris, onde teve aulas em Sorbonne. Em 1937, retornou ao Reino Unido.

## Casamento com Randolph Churchill
Em 1939, enquanto trabalhava em Foreign Office and Commonwealth Office, em Londres, fazendo traduções de francês para inglês, Pamela conheceu Randolph Churchill. Eles se casaram em 4 de Outubro de 1939. Quando ela engravidou três meses depois, foi morar com seus sogros em 10 Downing Street. Dois dias após Randolph garantir um lugar na Câmara dos Lordes, o filho deles, Winston nasceu. O bebê e Pamela foram fotografados juntos por Cecil Beaton, da Life Magazine.
Ela tinha uma relação muito forte com seu sogro, o ex-primeiro-ministro Sir Winston Churchill, que preferia a companhia dela à do marido. Randolph tinha a má reputação de mulherengo, beberrão e apostador de jogos de azar. Pamela estava presente com Churchill quando as notícias sobre Pearl Harbor vieram.
Em fevereiro de 1941, Randolph foi mandado ao Cairo, por serviços militares. Lá, ele adquiriu débitos, provenientes de suas aventuras com jogos de azar. Sua carta à Pamela dizendo para ela pagar os débitos prejudicou ainda mais o casamento. Em dezembro de 1945, ela conseguiu o divórcio, alegando que ele a havia abandonado por três anos. Mais tarde, quando converteu-se ao Catolicismo, ela obteve um anulamento da Igreja Católica.